# 弗雷德里克·布斯凯
弗雷德里克·布斯凯（法語：Frédérick Bousquet，1981年4月8日—），生于佩皮尼昂，法国游泳运动员，主攻短距离自由泳。曾获得2008年北京奥运男子4×100米自由泳接力项目银牌。

## 个人最好成绩
- 短池 50 y 自由式 – 18.67
- 短池 50 m 自由式 – 20.63
- 大池 50 m 自由式 – 20.94
- 短池 100 y 自由式 – 41.83
- 短池 100 m 自由式 – 46.87
- 大池 100 m 自由式 – 47.15
- 大池 50 m 蝶式 – 22.84
- 大池 100 m 蝶式 – 51.50